# Antioquiastruikgors
De antioquiastruikgors (Atlapetes blancae) is een zangvogel uit de familie Passerellidae (Amerikaanse gorzen). De vogel werd in 2007 geldig beschreven door Thomas M. Donegan na bestudering van veel eerder verzamelde museumexemplaren. Onderzoek op de toenmalige vindplaatsen leverde geen waarnemingen van nog levende vogels. Pas in januari 2018 werd ontdekt dat de vogel niet was uitgestorven.

## Kenmerken
De vogel is ongeveer 17 cm lang. De vogel is van boven donkergrijs en van onder lichtgrijs. De kruin is roodbruin en kenmerkend is de duidelijke, helderwitte baardstreep.

## Verspreiding en leefgebied
De vogel komt voor in de Colombiaanse Andes en werd herontdekt bij het plaatsje San Pedro de los Milagros gemeente in het departement Antioquia op 2470 meter boven zeeniveau, 44 kilimeter van de miljoenenstad Medellín. Het leefgebied bestaat uit laag struikgewas en de vogel bleek ook in tuinen buiten stedelijk gebied voor te komen.

## Taxonomie
Deze soort is endemisch in Colombia. Van deze vogel bestaan museumexemplaren die zijn verzameld op de hoogvlakten (Llano de Ovejas) in het noordoosten van het land op 2400 tot 2800 m boven de zeespiegel in montaan bos. De vogel lijkt op de witvleugelstruikgors en is ook nauw verwant aan andere soorten struikgorzen die in hetzelfde gebied op andere hoogten voorkomen.

## Status
Onderzoekers meenden dat in 1971 het laatste levende exemplaar werd verzameld. Onderzoek ter plekke in 2007 en 2008 leverde geen nieuwe waarnemingen op. Het bos was daar inmiddels gekapt.
In januari 2018 ontdekte een bewoner van de gemeente San Pedro de los Milagros op weg naar de kerk deze gors. Daarna werden vier deelpopualties van deze vogel ontdekt, in totaal 20 volwassen vogels. De soort staat als ernstig bedreigd op de Rode Lijst van de IUCN.